# Kommunistloven
 Der er for få eller ingen kildehenvisninger i denne artikel, hvilket er et problem. Du kan hjælpe ved at angive troværdige kilder til de påstande, som fremføres i artiklen.

Kommunistloven, egentlig Lov om Forbud mod kommunistiske Foreninger og mod kommunistisk Virksomhed var en dansk lov, der blev vedtaget 22. august 1941, som forbød kommunistiske partier og organisationer i Danmark, herunder først og fremmest Danmarks Kommunistiske Parti.
Loven, der blev vedtaget af en enig Rigsdag, trådte i kraft med tilbagevirkende kraft. Den var en legalisering af politiets arrestation af de godt 300 kommunister, der havde været tilbageholdt siden 22. juni 1941 i Horserød og gjorde det også fremover muligt at internere og arrestere kommunister med henvisning til, at de udgjorde en fare for statens sikkerhed. Tre rigsdagsmedlemmer, herunder Villy Fuglsang, blev arresteret med hjemmel i Kommunistloven. 150 af de danske kommunister blev sendt til Stutthof i Polen, hvor de 22 døde.
Det har været debatteret, om loven var i strid med den grundlovsikrede foreningsfrihed. Nødretsvirkningerne af undtagelsestilstanden kan følge af skreven ret, grundlov eller lov (såkaldt uegentlig nødret) være hjemlet i en uskreven nødretsgrundsætning, der kan udløse retsvirkninger i strid med den positive ret (såkaldt egentlig nødret). Den sidstnævnte nødret blev fx taget i brug ved kommunistinterneringen.
Grundlovsstridigheden bliver stadig debatteret, idet der for lovens overensstemmelse med Grundloven har været hævdet, at der forelå en nødretssituation. Ved vedtagelsen af kommunistloven blev de tre kommunistiske medlemmer af Rigsdagen arresteret. Arrestationerne blev ikke konkret godkendt af Rigsdagen (der dog enstemmigt havde vedtaget kommunistloven), men blev alene godkendt af statsminister Thorvald Stauning, hvorfor det af lovens kritikere hævdes, at også arrestationerne var grundlovsstridige.
Efter 2. verdenskrig blev loven i Ugeskrift for Retsvæsen omtalt som 'skændig', og interneringen af de danske kommunister regnes for at være et af de sorteste kapitler i samarbejdspolitikkens historie.